# جوایز موسیقی دیجیتال سای‌ورلد
جوایز موسیقی دیجیتال سای‌ورلد (انگلیسی: Cyworld Digital Music Awards; کره‌ای: 싸이월드 디지털 뮤직 어워드) یک مراسم اهدای جوایز موسیقی در کره جنوبی بود. این مراسم نخستین بار در سال ۲۰۰۶ و برای تقدیر از ترانه‌های با بیشترین فروش دیجیتال ماهانه در سرویس شبکه اجتماعی سای‌ورلد برگزار شد. جوایز ماهانه همچنین به ترانه‌های محبوب هنرمندان تازه‌کار، ترانه‌های محبوب هنرمندان بین‌المللی و ترانه‌های مورد تحسین منتقدان (که جوایزی به نام «Tam Eum Mania» دریافت کردند)، اهدا شد. جوایز سالانه به محبوب‌ترین آهنگ‌های سال‌های ۲۰۰۹ و ۲۰۱۰ اهدا شد.